# Agonoteta
Daban el nombre de agonoteta   (ὰγωνοθέτης, de άγών, combate, concurso y τίθεναι, poner, situar) los griegos a un magistrado que organizaba uno o varios  concursos (agón), dirigía los juegos y señalaba los premios a los vencedores, interviniendo en los gastos. 
A menudo era nombrado solo para este cargo, pero se dispone de ejemplos de colegios de agonotetas, como en Priene  en el siglo II a. C. El agonoteta debía garantizar el buen desarrollo de las pruebas. Como responsable de la gestión del dinero recibido y gastado en la competición, se encontraba al final de un balance financiero. Debía preparar los premios a los ganadores (si no había un atloteta encargado) y establecer la lista oficial. En los concursos internacionales se encargaba de organizar el alojamiento de los competidores y teoros.
La creación de la agonotesia en Atenas data del final del siglo IV a. C.: Demetrio de Falero abolió las dos liturgias atenienses más importantes, la trierarquía, que se volvió inútil a raíz de la retirada de Atenas de  de la escena internacional después de su derrota del 322 a. C., y la coregía, y las sustituyó por esta nueva magistratura electiva, la «presidencia de los concursos» (agonotesia), cuya financiación era a cargo del Estado.
Sin embargo, numerosos decretos honoríficos en honor de los agonotetas muestran que los importes gastados voluntariamente por ellos para completar los realizados por la ciudad sobrepasaban ampliamente el costo de la antigua coregía. El agonoteta elegido en 284/233 a. C. en Atenas, el poeta Filípides renunció a que  la ciudad le reembolsara la sumas que había anticipado. De hecho, la dimensión litúrgica de la agonotesia se impuso rápidamente durante el período helenístico,  en que el cambio hacia prácticas evergéticas se eataba haciendo más notable al cabo de los siglos: financiación al agonoteta de los trabajos de  construcción, reparación de edificios sagrados, etc.
En los combates eran los jefes supremos y a su autoridad estaban sometidos hasta los magistrados que en otras ocasiones eran superiores suyos. Vestían púrpura y llevaban cetro de marfil con águila. Solo ellos podían admitir a los atletas en los gimnasios y vigilarlos. Iban precedidos de unos lictores llamados mastigóforos cuyo oficio era obedecer y hacer cumplir las órdenes que se les comunicaban. Además de los agonotetas había agonistarcos o agonarcos para dirigir los ensayos de los atletas antes de presentarse éstos en el circo.